# Cyrille de Scythopolis
Cyrille de Scythopolis (né vers 525, mort après 559) fut un moine et hagiographe byzantin dont l’œuvre est consacrée aux moines de Palestine.

## Biographie
Cyrille naquit à Scythopolis (aujourd’hui Beïsan/ Bêt Shéân en Israël) en Palestine vers 525 dans une famille cultivée. Son père, un avocat du nom de Jean, veilla à son éducation religieuse. Tout jeune, il rencontra saint Sabas (439-552), fondateur de la Grande Laure portant son nom, monastère qui devait devenir le centre intellectuel et spirituel du monachisme en Palestine. Cette rencontre le décida à se faire moine. Il reçut la tonsure en 543 et partit pour Jérusalem où il rencontra Jean l’Hésychaste dont il devait écrire la vie plus tard. L’année suivante, après quelques mois comme ermite près du Jourdain, il entra au monastère de saint Euthyme, près de Jéricho, où il resta une dizaine d’années. 
Après la condamnation de l’origénisme en 553, il fit partie des moines orthodoxes qui remplacèrent les moines origénistes chassés de la Nouvelle Laure de saint Sabbas. En 557, il s’installa à la Grande Laure de saint Sabbas à Mar Saba près de Jérusalem, où il devait mourir peu après,.

## Œuvre
La vie littéraire connut un grand développement de 518 à 610, notamment sous le règne de Justinien (règne : 527-565) en même temps qu’une profonde transformation dans son volet religieux. Le milieu du Ve siècle vit la fin de l’ère des Pères grecs qui s’étaient servis de la philosophie et de la rhétorique profanes pour développer leurs arguments théologiques. Le Concile de Chalcédoine (451) avait fixé la doctrine officielle sur la nature du Christ mais n’avait pas mis un terme aux disputes théologiques. Les écrivains religieux abandonnèrent progressivement l’ancienne rhétorique ; n’ayant pas la même érudition que leurs prédécesseurs et ne croyant pas pouvoir les imiter, ils se tournèrent vers la Bible et des auteurs moins célèbres que les Pères cappadociens (Basile de Césarée, Grégoire de Nysse, Grégoire de Nazianze). Toutefois, Cyrille de Skythopolis échappa à cette tendance et devint l’hagiographe le plus original du VIe siècle.  
Cyrille s’attaqua à la rédaction de la vie de saints moines de Palestine vers l’âge de vingt ans. Son but était manifestement d’écrire un corpus qui aurait illustré l’association entre la sainteté et le désert chez les moines de Palestine. La mort semble l’avoir empêché de compléter son projet. Néanmoins, plusieurs de ces vies sont parvenues jusqu’à nous, y compris celles de saint Euthyme et de saint Sabas qui jouèrent un rôle important dans les disputes théologiques qui suivirent le Concile de Chalcédoine. La compréhension qu’avait Cyrille de la vie monastique, la simplicité de son style et l’exactitude des informations vérifiables sont une source précieuse sur l’histoire culturelle de l’histoire byzantine de cette période, notamment sur les origines des trois grandes hérésies que furent l’arianisme, le nestorianisme et l’origénisme,.
Ses sept biographies (Clavis Patrum Græcorum 7535-7543), essentielles pour retracer l'histoire du monachisme en Palestine byzantine, ont été traduites par André-Jean Festugière (d'après l'édition de Schwartz) : saint Euthyme, saint Sabbas, saint Jean l’Hésychaste, saint Kyriakos (en), saint Théodose, saint Théognios et saint Abraamios, et publiées dans le tome III de la série Les moines d'Orient.